# Kościół Aniołów Stróżów w Gostomi
Kościół Świętych Aniołów Stróżów w Gostomi − zabytkowa murowana świątynia rzymskokatolicka w Gostomi w województwie opolskim.
Kościół jest własnością parafii w Gostomi.

## Historia
Istnienie kościoła parafialnego w Gostomi potwierdza już rejestr dziesięcin z 1335. Wtedy istniała już też parafia. Obecny kościół został wybudowany lub przebudowany w 1783. Wieża jest z 1830. Wystrój wnętrza rokokowy. Zewnętrzny styl jest trudny do określenia. Przy kościele znajduje się cmentarz parafialny. Wnętrze odrestaurowano w 1956.